# Янышское сельское поселение
Я́нышское се́льское поселе́ние (чув. Янăш ял тăрăхĕ) — муниципальное образование в составе Чебоксарского района Чувашской Республики. Административный центр — деревня Яныши. На территории поселения находятся 8 населённых пунктов.
Главой поселения является Грачев Иван Леонидович.

## Географические данные
Земли Янышского сельского поселения граничат: на севере — с землями Ишлейского и Кшаушского сельских поселений Чебоксарского района, на востоке — с землями Чиршкасинского сельского поселения Чебоксарского района, на юге — с землями Моргаушского и Красноармейского районов, на западе — с землями Моргаушского района.

Земли поселения находятся в бассейне реки Моргаушка (с притоками). 

В южной части поселения проходит автодорога регионального значения 97Н-023 Аликово — Ишаки

## Состав поселения
В поселение входят следующие населённые пункты:
| № | Населённый пункт | Тип населённого пункта          |
| - | ---------------- | ------------------------------- |
| 1 | Аначкасы         | Деревня                         |
| 2 | Большие Мамыши   | Деревня                         |
| 3 | Малые Торханы    | Деревня                         |
| 4 | Пронькасы        | Деревня                         |
| 5 | Тимой Мамыши     | Деревня                         |
| 6 | Турикасы́         | Деревня                         |
| 7 | Хора-Сирма       | Деревня                         |
| 8 | Я́ныши            | Деревня, административный центр |

## Население
| 2010  | 2012  | 2013  | 2014  | 2015  | 2016  | 2017  |
| ----- | ----- | ----- | ----- | ----- | ----- | ----- |
| 1398  | ↘1378 | ↘1364 | ↘1333 | ↘1301 | ↘1289 | ↘1262 |
| 2018  | 2019  | 2020  | 2021  |       |       |       |
| ↘1250 | ↘1222 | ↘1195 | ↘1178 |       |       |       |

По данным Всероссийской переписи населения 2002 года в населённых пунктах Янышского сельского совета проживали 1315 человек, преобладающая национальность  — чуваши (98—100%)

## Инфраструктура
На территории поселения расположены организации, учреждения, предприятия производственной и непроизводственной сферы:
- В деревне Яныши: ЗАО «Прогресс», КФХ «Хеджер», Янышская основная общеобразовательная школа, Ясли-сад «Ивушка», Янышская сельская библиотека, Янышская сельская врачебная амбулатория (СВА), Янышский ветеринарный участок, Янышский дом ветеранов, отделение связи, Янышский информационно-культурный центр и др. организации.
- В деревне Большие Мамыши: Мамышская средняя общеобразовательная школа, Мамышская сельская библиотека, Мамышский фельдшерско-акушерский пункт[17].